# Blaesoxipha apertella
Blaesoxipha apertella är en tvåvingeart som först beskrevs av Parker 1920.  Blaesoxipha apertella ingår i släktet Blaesoxipha och familjen köttflugor.
Artens utbredningsområde är British Columbia. Inga underarter finns listade i Catalogue of Life.